# Wang Fengshi (Wang Chong)

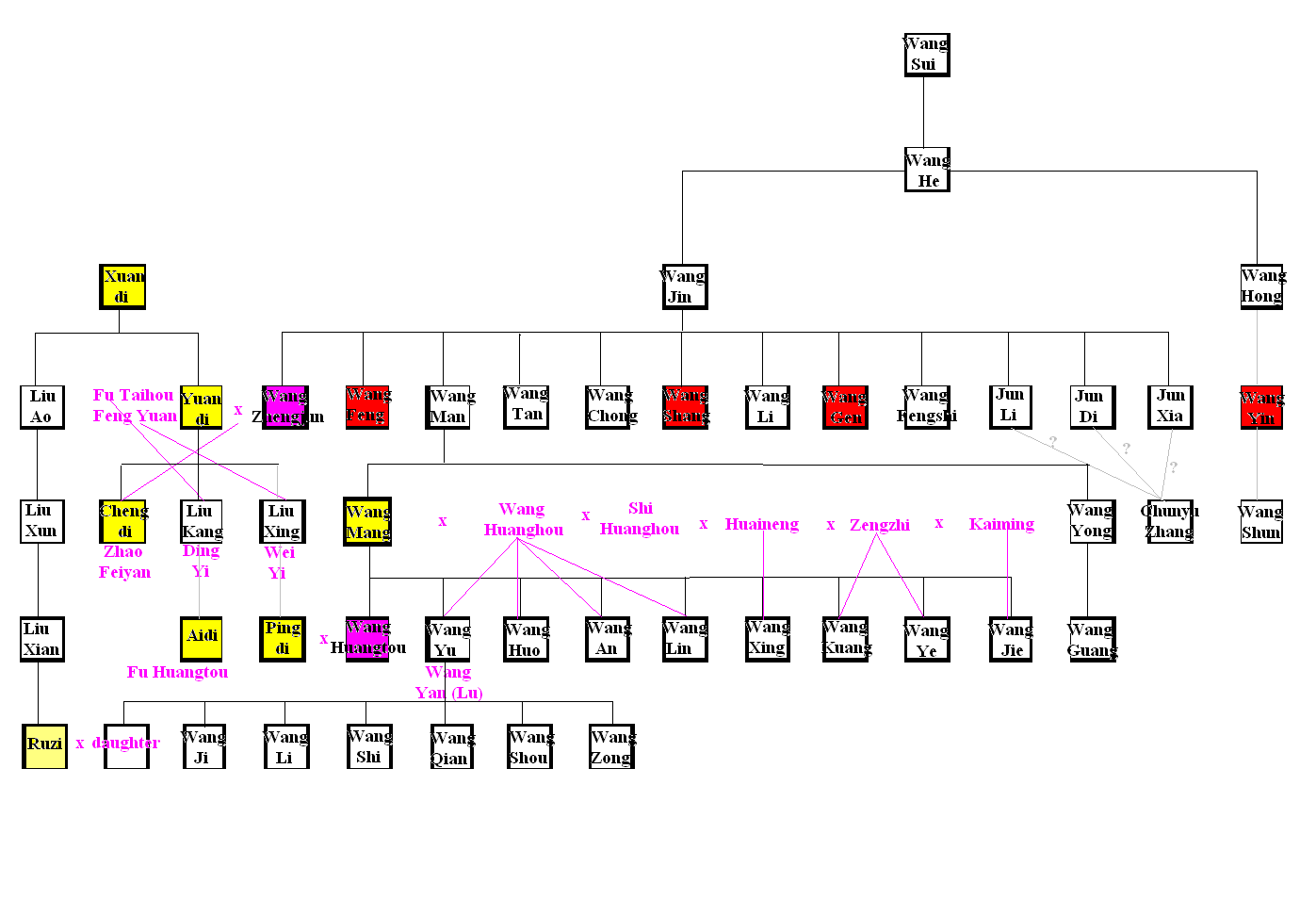
Stamboom van de familie Wang

Wang Fengshi (†9 na Chr.) was de postume zoon van Wang Chong, een Chinese functionaris die behoorde tot de familie Wang die aan het einde van de Westelijke Han-dynastie en onder de Xin-dynastie de feitelijke politieke macht bezat. Zijn moeder Wang Fang woonde vanaf het overlijden van haar man in 30 of 28 v.Chr. in het Changxin (長信)-paleis van haar schoonzus, keizerin Wang Zhengjun, maar pleegde in 4 v.Chr. zelfmoord of werd toen terechtgesteld.
Wang Fengshi volgde na zijn geboorte zijn eerder overleden vader op als 'markies van Ancheng' (Ancheng hou, 安成侯) en overleed in 9 na Chr. Zijn traditionele biografie bevindt zich in juan 18, de 'tabel met edellieden uit de families van de keizerlijke gemalinnen' van het Boek van de Han.